# Parametrul gravitațional standard
Parametrul gravitațional standard al unui 
corp, notat {\displaystyle \mu \ } (mu), este produsul constantei planetare gravitaționale {\displaystyle G\ } cu masa {\displaystyle M\ } a acelui corp:
Parametrul gravitațional standard se exprimă în  km3s-2 (kilometru la cub pe secundă la pătrat.)
În astrofizică, acest parametru oferă o simplificare practică a diferitelor formule legate de gravitație.
Dacă {\displaystyle {M}\ } desemnează masa Pământului sau a Soarelui, {\displaystyle {\mu }\ } se numește constanta gravitațională geocentrică sau, respectiv, heliocentrică.
Pentru Pământ și Soare, acest produs {\displaystyle {GM}\ } este cunoscut cu o mai mare precizie decât cea asociată fiecăruia din acești doi factori {\displaystyle {G}\ } și {\displaystyle {M}\ }. Este astfel posibil să se utilizeze valoarea produsului cunoscută direct cu o mai mare precizie, decât să se multiplice valorile celor doi parametri.
Pentru Pământ: {\displaystyle \mu =GM=398600.4418\pm 0.0008\ {\mbox{km}}^{3}\ {\mbox{s}}^{-2}}.

## Mic obiect pe orbită stabilă
Dacă {\displaystyle m<<M\ } , adică dacă masa {\displaystyle m\ }  a obiectului pe orbită este foarte mică față de masa {\displaystyle M\ } a corpului central:
Parametrul gravitațional standard pertinent este relativ la cea mai mare masă {\displaystyle M\ } și nu la ansamblul celor două corpuri.
A treia lege a lui Kepler permite să se calculeze parametrul gravitațional standard, pentru toate orbitele circulare naturale stabile în jurul aceluiași corp central de masă {\displaystyle M\ }.

### Orbite circulare
Pentru toate orbitele circulare în jurul unui corp central:
{\displaystyle \mu =GM=rv^{2}=r^{3}\omega ^{2}=4\pi ^{2}r^{3}/T^{2}\ }
cu :
- {\displaystyle r\ } este raza orbitală,
- {\displaystyle v\ } este viteza orbitală,
- {\displaystyle \omega \ } este viteza unghiulară,
- {\displaystyle T\ } este perioada orbitală.

### Traiectorii parabolice
Pentru toate traiectoriile parabolice {\displaystyle rv^{2}\ } este constant și egal cu {\displaystyle 2\mu \ };.
Pentru orbitele eliptice și parabolice, {\displaystyle \mu \ } valorează de două ori semiaxa majoră multiplicată cu energia orbitală specifică.

## Valori ale luiμ{\displaystyle \mu }pentru câteva corpuri cerești
Valorile lui {\displaystyle \mu =GM\ } relative la câteva corpuri din Sistemul Solar sunt adunate în tabelul de mai jos:
| Corpul central | {\displaystyle \mu } (km3s-2) | {\displaystyle \mu } (km3s-2) | {\displaystyle \mu } (km3s-2) |
| -------------- | ----------------------------- | ----------------------------- | ----------------------------- |
| Soare          | 132 712 440 018               |                               |                               |
| Mercur         | 22 032                        |                               |                               |
| Venus          | 324 859                       |                               |                               |
| Pământ         | 398 600                       | ,4418                         | ±0,0008                       |
| Luna           | 4902                          | ,7779                         |                               |
| Marte          | 42 828                        |                               |                               |
| Ceres          | 63                            | ,1                            | ±0.3                          |
| Jupiter        | 126 686 534                   |                               |                               |
| Saturn         | 37 931 187                    |                               |                               |
| Uranus         | 5 793 939                     |                               | ± 13                          |
| Neptun         | 6 836 529                     |                               |                               |
| Pluto          | 871                           |                               | ±5                            |
| Eris           | 1 108                         |                               | ±13                           |